# Русинский язык в Венгрии
Руси́нский язы́к в Ве́нгрии (самоназвание: русинскый язык) — один из языков, распространённых среди населения Венгрии. Является региональной разновидностью карпаторусинского языка. С 2007 года признан языком этнического меньшинства, на который распространяются нормы Европейской хартии региональных языков. В настоящее время русинский представлен на территории северных и восточных районов Венгрии — на нём говорят жители сёл Комлошка и Мучонь (коренное русинское население), а также представители русинских общин Будапешта, Мариапоча, Ньиредьхазы, Сентендре, Ваца, Асода и других городов.
Согласно венгерской переписи населения 2011 года, русинский назвали родным языком 999 человек, языком домашнего общения — 1131 человек, при этом к русинам отнесли себя 3332 жителя Венгрии.
В настоящее время на венгерском варианте русинского языка разрабатывается проект литературной нормы. На русинском с 1990-х годов издаются книги и периодика (в частности, в 1993—1999 годах издавалась газета «Русинскый Жывот», с 2003 года издаётся журнал «Русинськый Світ / Ruszin világ»), транслируются радиопередачи и телепрограмма. Русинский язык преподаётся в ряде венгерских школ как предмет. На русинском создаются литературные произведения (значительная их часть — на комлошковском говоре). Язык изучается в Научно-исследовательском институте при Всевенгерском самоуправлении русинов в Будапеште, до 2013 года изучался на кафедре украинистики и русинистики Высшей школы в Ньиредьхазе.
Язык венгерских русинов включает три диалектных типа: говор села Комлошка, который по своим чертам близок пряшевско-русинскому языковому варианту; говор села Мучонь, диалектные признаки которого схожи с особенностями южнорусинского языка, и говоры закарпатского (подкарпатского) типа, которые характеризуются восточными карпаторусинскими диалектными чертами. Большинство русиноязычных жителей Венгрии в настоящее время составляют носители закарпатских говоров. Все «венгерско-русинские» говоры находятся под сильным влиянием венгерского языка, прежде всего, на лексическом уровне.
Как и в других региональных разновидностях русинского языка в венгерском варианте используется кириллическое письмо (гражданская азбука). Правописание в настоящее время не имеет устойчивых норм.

## Лингвогеография

### Ареал и численность
Основной ареал русинского языка в Венгрии представляет собой так называемые языковые островки в северных и восточных регионах страны: в медье Боршод-Абауй-Земплен (Северная Венгрия), в медье Сабольч-Сатмар-Берег (Северный Альфёльд), в медье Пешт и в Будапеште (Центральная Венгрия). Русиноязычное население составляют как недавно переехавшие в Венгрию жители Закарпатской области Украины (из Ужгорода, Мукачева, Хуста и т. д.), так и коренное население Венгрии — жители сёл Комлошка и Мучонь. Носители комлошковского и мучоньского говоров представляют в настоящее время незначительную часть венгерских русинов, большинством в Венгрии являются носители восточных карпаторусинских (закарпатских) говоров. Русиноязычные общины в современной Венгрии представлены преимущественно в Будапеште, а также в средних и малых городах — в Мариапоче, Ньиредьхазе, Сентендре, Ваце, Асоде, Дьёмрё и т. д.
Согласно венгерской переписи населения, проведённой в 1930 году, русинский язык назвали родным 996 жителей Венгрии. После Второй мировой войны русинский этнос и русинский язык в переписях не учитывались, в том числе и в переписи 1990 года. Впервые в статистических данных Венгрии русинов и русинский язык начинают учитывать в 2001 году. Так, по данным переписи населения 2001 года, русинский назвали родным языком 1113 человек, языком домашнего общения — 1068 человек, при этом к русинам отнесли себя 1098 жителей Венгрии. По итогам переписи 2011 года численность венгерских жителей с родным русинским языком несколько уменьшилась — до 999 человек, а численность указавших русинский языком домашнего общения немного увеличилась — до 1131 человека, при этом значительно выросло число лиц, отнесших себя к этническим русинам, составив 3332 человека.
Русинский язык и русины по данным переписей Венгрии:
| год переписи | родной язык | язык домашнего общения | национальность |
| ------------ | ----------- | ---------------------- | -------------- |
| 1930         | 996         | —                      | —              |
| 2001         | 1113        | 1068                   | 1098           |
| 2011         | 999         | 1131                   | 3332           |

По мнению П. Р. Магочи, статистические данные не отражают реальной численности говорящих на русинском. Так, например, по его оценке на 2001 год в Венгрии насчитывалось около 6000 носителей русинского языка.

### Социолингвистические сведения

#### Статус
В Венгрии с 2007 года русинский признан языком этнического меньшинства. Этот статус, согласно нормам Европейской хартии региональных языков, гарантирует носителям русинского право на сохранение и развитие своего родного языка. В соответствии с законами, принятыми властями Венгрии в отношении языков, находящихся под угрозой исчезновения из-за малой численности их носителей, представителям русинского меньшинства предоставлена возможность изучения родного языка в школах, использования его при обращении к органам местной администрации, в работе национальных организаций, в издании СМИ и в других сферах общественной и культурной жизни.

#### Литературная норма
Несмотря на малочисленность русинской этнической группы, населяющей Венгрию, её активисты ведут работу по кодификации литературной нормы на основе местного варианта русинского языка. Данная кодификация проводится в соответствии с решением о создании собственных литературных норм в каждой из стран проживания русинов, которое было принято на Первом конгрессе русинского языка 1992 года в Бардеёве. О своём намерении общество венгерских русинов, включая представителей Всевенгерского русинского самоуправления, заявило в начале 2000-х годов, но процесс кодификации собственной нормы начался только в 2012—2013 годах, когда члены комиссии по вопросам науки и образования при Русинском самоуправлении приступили к созданию учебников для русинских школьников Венгрии. 
Предварительные наработки по кодификации письменного стандарта русинского языка появились ещё в 2011 году, когда в журнале «Русинськый Світ» стали печатать статьи с соблюдением разрабатываемых норм и правил. Помимо этого первыми шагами на пути к созданию письменного стандарта, по словам исследователя русинского языка М. Капраля, стали изданные в то время русинский разговорник (2010) и русинский букварь (2011). Основной же этап по выработке единых норм венгерского варианта русинского языка начался с издания в 2015 году русинских учебников для начальных школ, а также с выпуска в 2017 году Русинского орфографического словаря (с грамматическими таблицами), в котором автор, М. Капраль представил основные парадигмы склонения и спряжения частей речи в «венгерско-русинском» языке. Очередным шагом по кодификации литературной нормы стало издание в 2018 году Русинско-венгерского и Венгерско-русинского словарей, составленных И. Воринкой-Сюч, Г. Гириц и И. Скибой (при поддержке Отдела образования Совета Национальных меньшинств Венгрии).
Одним из основных вопросов при формировании русинской языковой нормы в Венгрии является вопрос выбора диалектной базы. Первые попытки стандартизировать русинский язык осуществлялись на основе говора села Комлошка. Литературная обработка комлошковского говора, которая могла бы способствовать по утверждению М. Капраля формированию языкового стандарта, отражена в статьях первых русинских периодических изданий и в литературных произведениях, написанных и опубликованных жителями Комлошки Г. Гаттингером и Ю. Кишшовой (Киш) (поэзию на родном говоре Г. Гаттингер начал издавать с 1993 года, Ю. Кишшова — с 1997 года). Дескриптивная грамматика комлошковского говора и правила правописания для него были разработаны венгерским исследователем Г. Бенедеком и опубликованы в издании 2004 года «Русиньскый язык» (из серии «Najnowsze dzieje języków słowiańskich»). Вместе с этим М. Капраль отмечает, что жители Комлошки составляют небольшую часть носителей русинского в Венгрии, и потому перспективным представляется создание литературной нормы на базе тех говоров, которые численно преобладают у венгерских русинов (с максимальным учётом комлошковских диалектных черт). Такими говорами в Венгрии в настоящее время являются западные закарпатские говоры, прежде всего ужские. Важное значение имеет также и то, что эти говоры родные для значительной части представителей русинских общественных объединений. При таком подходе в языковую норму венгерских русинов предлагается включать черты широкого диалектного ареала от восточнорусинского распространения на месте гласной *о в новозакрытом слоге континуанта у (как в ужских и мармарошских говорах) и наличия префикса превосходной степени май- (майлїпшый) до наличия западнорусинских лексических форм типа телё, велё; нич и грамматических форм типа на Мадярох; я мам, ты маш, а также использования союза же, конструкций с предлогом про и т. п. Литературный стандарт, включающий подобное смешение языковых черт, по мнению М. Капраля, с одной стороны, может быть воспринят как чужой и неестественный для носителей русинских говоров старшего поколения, но, с другой стороны, носитель каждого говора, комлошковского или закарпатского, сможет найти в этой литературной норме привычные для него языковые элементы. А для школьников, которые в большинстве своём не знают родного языка и будут изучать его «с нуля», предлагаемый литературный стандарт уже не будет выглядеть как неестественный.

#### Функционирование в устной форме
Венгерские русины в подавляющем большинстве двуязычные — наряду с родным русинским языком владеют также венгерским. Процессы языковой ассимиляции малочисленных групп русинов, продолжающиеся несколько столетий, привели к тому, что к настоящему времени бо́льшая часть населения Венгрии, говорившая по-русински, если не считать переселенцев последних трёх десятилетий из Закарпатья и жителей Комлошки и Мучони, полностью перешла на венгерский язык. При этом из двух сохранившихся русинских сёл этническое большинство русины составляют только в Комлошке, но и там процесс передачи родного языка детям прерывается — лишь старшее поколение жителей села активно использует русинский язык, среднее и младшее поколения уже большей частью перешли от русинско-венгерского двуязычия к венгерскому одноязычию. Отмечаемые в современной Венгрии процессы замедления ассимиляции или даже ревитализации русинского языка связаны в первую очередь с переселением русинов из Закарпатской области Украины.
Помимо использования в бытовом общении русинский язык (наряду с венгерским языком) является средством устного общения в русинских научных, культурных и общественных организациях.

#### Музыкальное творчество
Русинский язык в Венгрии является среди прочего языком песенного фольклорного творчества. Русинские общественно-культурные организации ежегодно проводят детские конкурсы народных песен. В 2004 году при содействии Общества русинской культуры была создана фольклорная группа «Русины», которая в 2008 году стала победителем на музыкальном фестивале этнических меньшинств в Ньиредьхазе. Солистка группы А. Кедикова вместе со своей сестрой М. Кедиковой записывают сборники народных русинских песен, в частности, они записали и выпустили в 2000-х годах такие диски, как «Карпатські співанкы» и «Русинські колядкы».

#### СМИ
Печатные периодические издания на венгерском варианте русинского языка появились в Венгрии в начале 1990-х годов. Силами созданной в 1992 году «Организации русинов Венгрии» было начато издание газеты «Русинскый Жывот», материалы которой публиковались на русинском говоре села Комлошка и на венгерском языке. Первая русинская газета издавалась с 1993 по 1999 годы. С 1999 года недолгое время печатался журнал «Вседержавный Русинскый Вісник» также на комлошковском говоре (первые три номера вышли под названием «Столична русинска новинка»). Определённую часть первых русинских печатных периодических изданий занимали публикации на венгерском языке и на других вариантах русинского языка, а иногда и на других славянских языках. При этом в статьях на комлошковском говоре помимо венгерского влияния, по сведениям М. Капраля, отмечалось влияние словацкого литературного языка, поскольку авторы изданий обучались в Комлошке в словацкой школе. С начала 2000-х годов в «венгерско-русинской» периодике стали доминировать закарпатские говоры: в издании  «Русинськый календарь — Альманах», который ежегодно выпускался в 2000—2008 годах, и в журнале «Русинськый Світ / Ruszin világ», который печатается с 2003 года и выходит один раз в месяц, отдельное приложение к нему на венгерском языке выходит один раз в два месяца (в первое время журнал полностью дублировался на венгерском языке). 
Государственное радио- и телевещание выпускает на русинском языке радиопередачу и телепрограмму. Радиопередача на русинском выходит один раз в неделю по 30 минут на радиостанции MR4, телепрограмма транслируется один раз в месяц в последний четверг на Центральном венгерском телевидении.
В 2008 году венгерские русины создали интернет-сайт Rusyn.hu, который публикует на родном языке в числе прочего новости о жизни русинской общины в Венгрии.

#### Образование
Обучение родному языку в каждой из русинских школ Венгрии имеет свои особенности, связанные с разной историей русинских общин и с диалектными различиями в говорах русинов. Эти особенности отмечаются как для сельских школ Комлошки и Мучони, так и для сравнительно недавно появившихся школ для детей русинов в Будапеште и в других венгерских городах.
В Комлошке школьное обучение к началу XX века, по сведениям Э. Балецкого, велось «по рускі» и по-венгерски. Во времена Венгерской народной республики, когда существование русинского языка не признавалось, в селе была открыта словацкая начальная школа. В 1990-х годах после политических изменений в Венгрии стало возможным возобновить преподавание на русинском языке или изучать его как предмет в школе с венгерским языком обучения. По инициативе созданной в Комлошке «Организации русинов Венгрии» родной язык начали преподавать в 1994 году как факультативный предмет. Позже, при содействии органов русинского самоуправления была открыта воскресная школа с преподаванием русинского языка и культуры. В 2004 году основанный в Комлошке Русинский культурный центр организовал регулярное обучение русинских школьников — был сформирован класс на 4 года обучения по 4 часа в неделю. Важную роль в организации обучения родному языку сыграли работники детского сада Комлошки, которые стали знакомить детей с русинской культурой (стихами, песнями, обычаями) перед школой, и учителя, самостоятельно освоившие методику преподавания русинского языка. Изначально, ввиду отсутствия собственных учебников, изданных в Венгрии, использовались учебные пособия словацких русинов, поскольку пряшевско-русинский языковой вариант ближе всего к комлошковскому среди прочих вариантов, на которых имелась в то время учебная литература.
Обучение русинскому языку в Мучони началось в 1995 году. В местной школе на преподавание родного языка отвели два часа в неделю. Мучонские школьники в первое время учились по учебникам, изданным воеводинскими русинами, чей вариант русинского языка достаточно близок по своим языковым чертам мучоньскому говору. В последние годы используются учебники, напечатанные в Венгрии, в которых за основу взята диалектная система закарпатских говоров, прежде всего, ужских, с элементами системы комлошковского говора. Помимо уроков по языку для детей Мучони проводят также занятия, которые знакомят учащихся с историей родного края и народными традициями. В конце 2010-х годов силами активиста Шони Йонаша, переехавшего в Венгрию из Мукачева, создана детская группа, изучащая наряду с родным языком русинские фольклорные традиции и выступащая с концертами помимо Мучони в других сёлах и городах Венгрии. 
Русинские воскресные школы открыты во многих крупных русинских культурных центрах, находящихся в Будапеште и в других венгерских городах. Они действуют при региональных органах самоуправления русинов с 2002 года. В школах изучают родной язык, историю, традиции и народную культуру по два часа в неделю. Обучение ведётся по учебникам, в основе которых лежит родная для большинства школьников диалектная система закарпатского типа. К числу лучших русинских школ исследовательница русинского языка и общественный деятель М. Лявинец относит школу в IV районе Будапешта и школу в Дьёмрё. Учащиеся часто готовят разного рода культурные программы, с которыми выступают на различных праздничных мероприятиях.
Обучение русинскому языку в настоящее время во всех венгерских школах проводится по образовательной программе, разработанной Департаментом по делам этнических меньшинств Министерства образования Венгрии. Эта программа, называемая традиционной, предназначена для групп школьников с небольшой численностью и представляет собой общее образование на венгерском языке с дополнительными уроками русинского языка, а вместе с ними и уроками краеведения, истории и народной культуры. Данная программа разрабатывается и корректируется совместно русинскими и венгерскими специалистами.
Преподавание русинского языка, истории и культуры в настоящее время находится в ведении комиссии по вопросам науки и образования, учреждённой при Всевенгерском органе Русинского самоуправления. По просьбе руководства самоуправления власти Венгрии финансируют издание русинских учебников и учебных пособий. В 2010 году в Асоде был издан разговорник «Русинська конверзація» В. Гириц, в 2011 году в Будапеште — «Русинськый букварь про школашув Мадярщины» М. Лявинец, в 2015 году — книги для чтения «Наш материнськый язык. Читанка про І. класу» и «Наш материнськый язык. Читанка про ІІ. класу» с рабочими тетрадями («Робочый зошыт») Н. Байсы, а также «Народопис. Учебник русинського народописа про ученикув І.—IV. класы» М. Заяковьской-Барнане и Г. Гириц. Последние три книги были напечатаны издательством «Croatica», специализирующемся на издании книг на языках национальных меньшинств Венгрии. В 2016 году был издан учебник для подготовительных классов «Русинськый дїточый калейдоскоп»   О. Силцер-Лыкович.

#### Научные организации
Первым научным учреждением в истории не только венгерских, но и всех русинов была кафедра русинистики при Будапештском университете, которой руководил лингвист и литературовед А. А. Бонкало. Кафедра, открытая в 1919 году, просуществовала недолго и по политическим мотивам была закрыта. Если не считать деятельности в 1941—1944 годах Подкарпатского общества наук в оккупированной венграми Подкарпатской Руси, исследования русинского языка в научных учреждениях Венгрии взобновились только с 1994 года, когда в Высшей школе в Ньиредьхазе была организована кафедра украинистики и русинистики. Её возглавил известный венгерский славист И. Удвари. Под его руководством издавались, в частности, научные публикации серии «Studia Ukrainica et Rusinica Nyíregyháziensia». После смерти И. Удвари в 2005 году кафедра просуществовала ещё восемь лет, после чего в 2013 году была закрыта (в 2017 году кафедра была восстановлена, но уже как кафедра украинского языка). К настоящему времени изучением русинского языка в Венгрии занимаются только при Научно-исследовательском институте имени А. Годинки, основанном Всевенгерским самоуправлением русинов в Будапеште. Институт с 2017 года возглавляет уроженец Закарпатской области Украины М. Капраль.

### Диалекты
Русинские говоры, распространённые на территории современной Венгрии, разделяют на две группы, каждая из которых по типу своего формирования является переселенческой. К первой группе относят комлошковский (комловшковский) и мучоньский говоры, носители которых живут главным образом в сёлах Комлошка и Мучонь, расположенных в северо-восточной части Венгрии. Оба этих говора имеют на венгерской земле длительную историю развития — они сохраняются в виде островов в окружении венгерского языкового ареала в течение почти трёх веков. Ко второй группе относят говоры русинов, переехавших в Венгрию из украинского Закарпатья в недавнее время, начиная с 1990-х годов, и образовавших этнические общины преимущественно в северной и восточной частях страны с наиболее крупной общиной в Будапеште.
По языковым характеристикам русинские говоры Венгрии относятся к трём разным диалектным ареалам: комлошковский говор включается в западную карпаторусинскую группу говоров, обнаруживая при этом достаточно специфические черты; в значительной мере «словакизированный» мучоньский говор сближается с южнорусинским языком, который по многим признакам противопоставляется карпаторусинскому языку; закарпатские (подкарпатские) говоры представляют собой разнородные диалектные формы восточной карпаторусинской группы.
По мнению М. Лявинец, ощутимые диалектные различия «венгерско-русинских» говоров, с одной стороны, создают проблемы для местных русинов, в частности, при формировании единой литературной нормы и в организации обучения родному языку, но с другой стороны, образуют  «ценное наследие и богатство» русинского общества, имеющего сравнительно небольшое число носителей и живущего на небольшой территории.
Островные переселенческие русинские говоры Венгрии, относящиеся к первой группе, объединяют две особенности их формирования. К первой относят сохранение в этих говорах основных черт региона происхождения. Ко второй — влияние на говоры нового языкового окружения и иных факторов, которые способствовали своеобразному развитию их диалектных признаков, что со временем привело к образованию особых диалектных систем. Наиболее сильно на комлошковский и мучоньский говоры повлиял венгерский язык. Его влияние проявляется главным образом в лексике. Заимствованные мадьяризмы, как правило, адаптированы к фонетическим и морфологическим закономерностям русинских говоров. К числу таких заимствований относят слова шор «ряд, порядок, очередь», гордов «большая бочка», термеш, iллат, катонак, везер, фокшаґ, iзер, бiзовно «надёжно, определённо, уверенно», iпен «именно, как раз, точно, только что», фуметезувати и т. д

#### Комлошковский говор
Комлошковский говор является родным для жителей села Комлошка, расположенного в восточной части медье Боршод-Абауй-Земплен, и для лиц, имеющих комлошковское происхождение, которые в последние десятилетия на рубеже XX—XXI веков переселились в другие сёла и города Северо-Восточной Венгрии, а также в Будапешт. В Комлошке носителями русинского языка являются большинство его жителей. Венгерское одноязычие отмечается только у молодого поколения русинов. 
Комлошковский говор начал формироваться с первой половины XVIII века, когда выходцы из русинско-словацко-польского языкового пограничья (венгерские комитаты Земплен, Сепеш и Шарош) и отчасти из Галиции основали ряд селений или поселились в венгерских или словацких сёлах на территории современной Северо-Восточной Венгрии. Одним из таких сёл, в котором поселились русины, была Комлошка (в этом селе к тому времени уже жили венгры и словаки). Специфические черты комлошковского говора, отличающие его от всех прочих русинских идиомов, сформировались в результате смешения изначально разнородных русинских говоров и дальнейшего их почти трёхсотлетнего развития под влиянием венгерского языка в изоляции от других русинских и иных славянских диалектов и языков. Э. Балецкий, исследовавший говор Комлошки в 1950-х годах, отнёс его к группе лемковских (южнолемковских) говоров западного карпаторусинского типа, ареал которых расположен на южных склонах Карпат на территории современной Словакии.
Значительная часть диалектных черт комлошковского говора сходна с признаками диалектного ареала русинского языка в соседних районах Восточной Словакии. Вместе с этим для говора Комлошки характерны и своеобразные фонетические, морфологические и лексические черты, например, такое редкое для славянских диалектов и языков явление, возникшее, возможно, под влиянием венгерского языка, как переход л’ > j (люде > юде «люди», телё > теё «телёнок», у валалї > у валаї «в селе», у чколї > у чкої «в школе») или образование числительных по типу пять а двадцять «двадцать пять». Для комлошковского говора характерен целый ряд упрощений и унификаций грамматических форм, а также целый ряд аналогических процессов, например, таких, как изменение формы инфинитива вжати > возмути «взять» под влиянием форм возму «возьму», возмеш «возьмёшь», возмут «возьмут».

#### Мучоньский говор
Носители мучоньского говора живут преимущественно в селе Мучонь, расположенном в западной части медье Боршод-Абауй-Земплен. В отличие от комлошковского говора, который является родным для большинства жителей села Комлошка, мучоньский говор сохраняется только у небольшой части населения Мучони. Подавляющее большинство жителей этого села стало к настоящему времени венгероязычным. Так же, как и комлошковский говор, мучоньский начал формироваться в результате переселения русинов в XVIII веке с территории комитатов Земплен, Сепеш и Шарош. На новом месте, в области современной Северо-Восточной Венгрии русины основали несколько сёл, в том числе и село Мучонь (позднее часть русинов переселилась отсюда ещё южнее, в Воеводину). В результате смешения русинских говоров разных типов, а также в результате развития в условиях длительной изоляции от основного русинского языкового ареала у жителей Мучони сформировался свой особый говор. По своей характеристике мучоньский говор заметно отличается как от комлошковского говора, так и от говоров всего карпаторусинского ареала в целом, обнаруживая черты, близкие южнорусинскому языку, распространённому в настоящее время в Сербии и Хорватии. По мнению Г. Бенедека, говоры, бытовавшие на территории современной Восточной Словакии и ставшие впоследствии основой мучоньского говора, подверглись сильному влиянию соседних восточнословацких говоров, но сохранили при этом многие восточнославянские черты, а их носители сохранили русинское этническое самосознание. Некоторые исследователи, в частности, Й. Штольц, из-за наличия в говоре Мучони западнославянских языковых черт относят его к восточнословацкому диалектному типу.

#### Закарпатские говоры
Русины, говорящие на закарпатских (подкарпатских) говорах — переселенцы из Закарпатской области Украины последних трёх десятилетий,  составляют в настоящее время значительную часть носителей русинского языка Венгрии. В устной речи и на письме они используют говор той местности Закарпатья, откуда они приехали — восточнозакарпатской (мармарошской), центральнозакарпатской (боржавской, бережской), западнозакарпатской (ужской) или севернозакарпатской (верховинской) диалектных областей.

## Письменность
На письме в венгерском варианте русинского языка применяется гражданская кириллица. Письменных норм не существует. Графика и орфография, так же, как и грамматические и лексические формы, в современной письменности венгерских русинов с 1990-х по 2010-е годы различаются не только в разных изданиях, но и в пределах одного издания (в одном номере газеты или в одном сборнике поэзии).
В издании А. Д. Дуличенко 2008 года «Письменность и литературные языки Карпатской Руси (XV—XX вв.)» представлен следующий вариант алфавита венгерского варианта русинского языка, включающий 34 буквы:
| А а | Б б | В в | Г г | Д д | Е е | Є є | Ё ё | Ж ж |
| З з | І і | Ї ї | И и | Ы ы | Й й | К к | Л л | М м |
| Н н | О о | П п | Р р | С с | Т т | У у | Ф ф | Х х |
| Ц ц | Ч ч | Ш ш | Щ щ | Ю ю | Я я | ь   |     |     |

Алфавит венгерского варианта русинского языка, включивший 36 букв, был предложен М. И. Капралем в издании орфографического словаря 2017 года. Данный алфавит повторяет официальный пряшевско-русинский, если не считать порядка букв. В варианте М. И. Капраля графема и размещена после буквы з и перед i, а ы перенесена в конец алфавита и вместе со знаками ъ и ь расположена перед буквами ю и я (в пряшевско-русинском знаки ъ и ь находятся на двух последних позициях алфавита после ю и я):
| А а | Б б | В в | Г г | Ґ ґ | Д д | Е е | Є є |
| Ё ё | Ж ж | З з | И и | І і | Ї ї | Й й | К к |
| Л л | М м | Н н | О о | П п | Р р | С с | Т т |
| У у | Ф ф | Х х | Ц ц | Ч ч | Ш ш | Щ щ | ъ   |
| ы   | ь   | Ю ю | Я я |     |     |     |     |

## История языка
Распространение русинского языка на территории современной Венгрии, в результате которого сформировались среди прочих комлошковский и мучоньский говоры, началось с первой половины XVIII века. Носители русинских говоров переселялись из венгерских комитатов Земплен, Сепеш и Шарош, а также из некоторых соседних с ними районов в комитаты, расположенные южнее по территории Венгерского королевства. Русины селились в венгерских и словацких сёлах, а также основывали новые поселения, которые образовывали островки в венгероязычном окружении. В этих поселениях говорящие по-русински оказывались вне привычных языковых контактов с носителями словацких и с носителями других русинских говоров. Нередко в русинских сёлах на новой территории шли процессы смешения говоров переселенцев из разных районов Пряшевской Руси и отчасти из Лемковины и Закарпатья. Эти и другие особенности формирования русинских говоров Венгрии послужили развитию в их диалектных системах целого ряда своеобразных языковых черт, отличающих речь венгерских русинов от речи всех остальных носителей русинского языка.
К первой половине XIX века, по данным Г. Бенедека, на территории современной Северо-Восточной Венгрии насчитывалось 54 русинских села. Общая численность русинов составляла около 35—40 тысяч человек. К этому времени русины говорили преимущественно на родном языке. Русинско-венгерское двуязычие, давшее начало процессу мадьяризации, стало распространяться в русинских сёлах только с конца XIX века. После Второй мировой войны русиноязычное население Венгрии значительно сократилось, что было вызвано среди прочего обменом населения в 1946—1948 годах в рамках договора, по которому венгры переселялись из Чехословакии в Венгрию, а русины вместе со словаками переселялись из Венгрии в Чехословакию (в частности, из Комлошки выехали 64 семьи, бо́льшая часть из них на территорию чешско-германского пограничья). Также численность русинов сокращалась в результате продолжавшейся мадьяризации, которую ускоряли межнациональные браки и переселение русинов в поисках работы из сёл в города разных регионов Венгрии. Так например, к 1941 году в Комлошке жили 964 человека, а к началу XXI века в селе осталось около 400 человек (порядка 130 семей), при этом число школьников сократилось со 182 до 24. По словам Э. Балецкого, уже в 1950-х годах во всех русинских сёлах, кроме Комлошки и Мучони, оставалось лишь небольшое число лиц старшего поколения, говоривших по-русински или знавших только отдельные слова или молитвы на родном языке. В частности, венгерский лингвист П. Кирай сообщает о 10 сёлах, в которых говоры, сочетавшие в себе восточнославянские (русинские) и западнославянские (восточнословацкие) черты, постепенно выходили из употребления, уступая место венгерскому языку. Жители этих сёл (Вегардо, Кань, Алшогадь, Гадьапати, Саразкек (Бактакек), Абауйсольнок, Гадна, Ракаца, Ирота и Абод) имели размытое этническое самосознание, но чаще всего они называли себя русинами, а свой язык русинским (ruski), что поддерживалось принадлежностью их к грекокатолической вере (rusnaki). М. Капраль к числу сёл Северо-Восточной Венгрии, в которых до недавнего времени сохранялись русинские говоры, относит также Гёрёмбёль, Шайопетри, Шайопалфалу, Модёровшку, Башко и другие. В селе Комлошка, в котором русинский к 1950-м годам сохранялся у большинства его жителей, постепенно распространялся русинско-венгерский билингвизм. К середине XX века по-венгерски могли говорить почти все комлошчане. Следующим этапом ассимиляции стал переход русинов Комлошки, главным образом, молодого поколения к венгерскому одноязычию, который завершился к концу XX — началу XXI века. Так, например, ещё в 1980-х годах дети в комлошковском детском саду, по сведениям Г. Бенедека, говорили между собой только по-русински, а в 2010-х годах все дети в Комлошке говорят уже только по-венгерски. В Мучони на рубеже XX—XXI веков среднее и молодое поколения русинов полностью перешли к венгерскому одноязычию, русинский сохранился в устном бытовом общении только у незначительной части жителей села старшего поколения. По данным М. Капраля, на ассимиляцию мучоньских русинов повлияло среди прочего переселение большого числа венгерских рабочих, которых привлекли для работы на действующем вблизи села добывающем предприятии.
На протяжении всей истории своего существования русинский язык в Венгрии был языком исключительно устного повседневного общения (если не считать недолгого периода использования его в школьном обучении). И только в конце 1980-х — начале 1990-х годов в связи с переменами в политической жизни страны и под влиянием русинского национального движения в соседних с Венгрией регионах Словакии и Украины, русинский язык стал использоваться в публичной сфере, прежде всего, в письменной форме. На русинском стали издавать газеты и журналы, печатать поэзию и прозу, транслировать радиопередачи. Были открыты воскресные школы. С 2000-х годов общественная деятельность венгерских русинов в культурной, научной, церковной и иных сферах стала ещё более активной. Этому отчасти способствовало признание русинского властями Венгрии языком этнического меньшинства в 2007 году. Данный статус гарантировал русинским организациям получение помощи от государства в вопросах сохранения и развития родного языка. По инициативе органов территориального самоуправления русинов и при финансовой помощи властей организуются разного рода мероприятия, в которых наряду с венгерским используется русинский язык, включая празднование Дня русина 22 мая, ежегодные научные конференции памяти А. Годинки и А. Духновича, музыкальные фестивали и т. д. Эти мероприятия проводятся как в основных культурных центрах русинов в Комлошке, Мучони и Будапеште, так и в других венгерских городах и сёлах, в которых представлены русинские общины: в Мариапоче, Ньиредьхазе, Сентендре, Ваце, Асоде, Дьёмрё и других. Сохранение и развитие русинского языка и культуры в Венгрии к 2000-м годам поддерживали несколько организаций: Всевенгерское самоуправление русинов со столичным и региональными отделениями, а также входящие в Ассоциацию русинских организаций в Венгрии «Общество русинской интеллигенции им. А. Годинки», «Общество русинской культуры» и «Общество культуры карпатского региона».
В первые годы с начала 1990-х годов русинское движение было сосредоточено главным образом в селе Комлошка, в котором возникло первое общественно-культурное объединение «Организация русинов Венгрии». Во многом оно поддерживалось благодаря деятельности уроженцев этого села Г. Гаттингера и Ю. Кишшовой, ставших первыми авторами и редакторами новых русинских печатных изданий. Г. Гаттингер возглавил в 1990-е годы Всевенгерское самоуправление русинов, Ю. Кишшова — возглавила Столичное самоуправление русинов, а ещё один уроженец села, Л. Попович стал первым председателем Самоуправления русинов Комлошки. Позднее к делу сохранения русинского языка присоединились переселенцы из Закарпатской области Украины. В частности, важное значение в процессе кодификации русинского языка приобрела деятельность выходца из Ужгорода М. Капраля.

## Лингвистическая характеристика
В литературном языке венгерских русинов на месте гласной *о в новозакрытом слоге принят за норму континуант у, характерный для ужских и мармарошских говоров Закарпатья: вун «он», нуч «ночь», кунь «конь», єдну́й «одной», муй «мой», ру́вный «ровный», пу́зднїй «поздний». При этом в словоформах отмечается чередование фонем /о/ ~ /у/: но́чов «ночью» — нуч, конёви «коню» — кунь.
Выделяют четыре типа склонения (декліна́ція) имён существительных (субстантив, назывни́к):
- I тип — существительные женского, мужского и общего рода с флексией /-а/ (на письме -а и -я) в именительном падеже единственного числа: жо́на «жена, женщина», ма́чка «кошка», ды́ня «тыква», релігія «религия»;
- II тип — существительные мужского рода с нулевой флексией и с флексией /-о/, а также существительные среднего рода с флексиями /-о/ и /-е/ в именительном падеже единственного числа: дуб «дуб», учи́тель «учитель», дїдо «дед, старик», село́ «село», по́ле «поле»;
- III тип — существительные женского рода с основой на согласную (на письме также оканчивающиеся мягким знаком) с нулевой флексией в именительном падеже единственного числа: нуч «ночь», ра́дость «радость», ма́тїрь «мать», мыш «мышь», тїнь «тень»;
- IV тип — существительные среднего рода с флексией /-а/ (на письме -а и -я) в именительном падеже единственного числа с суффиксами -ат-, -ят-, -ен- в косвенных падежах: ма́ча «котёнок» — ма́чата «котята», по́тя «птичка, пташка» — по́тята «птички, пташки», имня́ «имя» — имена́ «имена».

Склонение имён прилагательных (адъєктив, придавни́к) с твёрдой и мягкой основами на примере слов кра́сный «красивый» и си́нїй «синий»:
| падеж        | падеж        | единственное число       | единственное число       | единственное число       | множественное число      |
| падеж        | падеж        | мужской род              | средний род              | женский род              | множественное число      |
| ------------ | ------------ | ------------------------ | ------------------------ | ------------------------ | ------------------------ |
| именительный | именительный | кра́сный/ си́нїй           | кра́сной/ си́нёй           | кра́сна/ си́ня             | кра́снї/ си́нї             |
| родительный  | родительный  | кра́сного/ си́нёго         | кра́сного/ си́нёго         | кра́сну/ си́ню             | кра́сных/ си́нїх           |
| дательный    | дательный    | кра́сному/ си́нёму         | кра́сному/ си́нёму         | кра́снуй/ си́нюй           | кра́сным/ си́нїм           |
| винительный  | неодушевл.   | кра́сный/ си́нїй           | кра́сной/ си́нёй           | кра́сну/ си́ню             | кра́снї/ си́нї             |
| винительный  | одушевл.     | кра́сного/ си́нёго         | кра́сной/ си́нёй           | кра́сну/ си́ню             | кра́снї/ си́нї             |
| творительный | творительный | кра́сным/ си́нїм           | кра́сным/ си́нїм           | кра́снов/ си́нёв           | кра́сныма/ си́нёма         |
| предложный   | предложный   | (на) кра́снум/ (на) си́нюм | (на) кра́снум/ (на) си́нюм | (на) кра́снуй/ (на) си́нюй | (на) кра́сных/ (на) си́нїх |

Для качественных прилагательных характерна категория степени сравнения (порувналнї ступенї). Формы сравнительной степени образуются от форм положительной степени с помощью суффиксов -ш- (кра́сный — кра́сшый) и -їйш- (пара́дный «нарядный» — пара́днїйшый). От некоторых прилагательных формы сравнительной степени образуются супплетивно (до́брый «добрый, хороший» — лїпшый). Формы превосходной степени образуются при помощи префикса май-: ма́йкрасный, ма́йпарадный, ма́йдобрый.
Имя числительное (нумералії, числовни́к) єде́н «один» изменяется по родам, числам и падежам: єде́н, єдно́го «одного», єдно́му «одному» и т. д., єдна́ «одна», єдно́й «одно», єднї «одни». У порядкового числительного два «два» и у собирательного числительного обадва́ «оба» имеются особые формы женского рода именительного падежа: два — дві, обадва́ — обадві.
Местоимения (прономіна, містоназывни́к) группируются в несколько разрядов: личные, возвратные, притяжательные, указательные, вопросительные, относительные, отрицательные и другие.
Склонение личных (первого и второго лиц) и возвратного местоимений:
| падеж        | единственное число | единственное число | множественное число | множественное число | возвратное |
| падеж        | 1-е лицо           | 2-е лицо           | 1-е лицо            | 2-е лицо            | возвратное |
| падеж        | я                  | ты                 | мы                  | вы                  | себя       |
| ------------ | ------------------ | ------------------ | ------------------- | ------------------- | ---------- |
| именительный | я                  | ты                 | мы                  | вы                  | —          |
| родительный  | мене́ (ня)          | тебе́ (тя)          | нас                 | вас                 | себе́ (ся)  |
| дательный    | менï (ми)          | тобi (ти)          | нам                 | вам                 | собi (си)  |
| винительный  | мене́ (ня)          | тебе́ (тя)          | нас                 | вас                 | себе́ (ся)  |
| творительный | мнов               | тобо́в              | на́ми                | ва́ми                | собо́в      |
| местный      | (на) мнï           | (на) то́бi          | (на) нас            | (на) вас            | (на) со́бi  |

Склонение личных местоимений третьего лица:
| падеж        | единственное число | единственное число | множественное число |
| падеж        | мужской род        | женский род        | множественное число |
| падеж        | он                 | она                | они                 |
| ------------ | ------------------ | ------------------ | ------------------- |
| именительный | вун                | она́                | они́                 |
| родительный  | його́ (го)          | нєï (ï)            | ïх                  |
| дательный    | йому́ (му)          | юй                 | ïм                  |
| винительный  | його́ (го)          | ï                  | ïх                  |
| творительный | ным                | нёв                | нïма                |
| местный      | (на) нёму          | (на) нюй           | (на) нïх            |

Склонение вопросительных и относительных местоимений ко «кто», што «что» и отрицательные местоимений нико «никто», нич «ничто»:
| падеж        | кто       | что       | никто  | ничто  |
| ------------ | --------- | --------- | ------ | ------ |
| именительный | ко        | што       | ни́ко   | нич    |
| родительный  | ко́го      | чо́го      | ни́кого | ни́чого |
| дательный    | ко́му      | чо́му      | ни́кому | ни́чому |
| винительный  | ко́го      | што       | ни́кого | нич    |
| творительный | кым       | чым       | ни́кым  | ни́чым  |
| предложный   | (на) ко́му | (на) чо́му | ни́кому | ни́чому |

Притяжательные местоимения типа муй «мой», мо́я «моя», мо́є «моё», мо́ї «мои», вопросительные и относительные местоимения типа якы́й «какой», ко́трий «который», чый «чей» склоняются по адъективному типу.
В формах творительного падежа единственного числа имён и местоимений женского рода выступает флексия -ов [оў], характерная для восточного карпаторусинского ареала: жоно́в «женой, женщиной», ма́чков «кошкой», но́чов «ночью»; кра́снов «красивой»; єдно́в «одной»; нёв «ею», тобо́в «тобой», яко́в «какой».
У глаголов (вербум, часослово) с основой на -а- в формах 1-го лица единственного числа и 3-го лица множественного числа настоящего времени отмечается изменение j > в в основе, характерное для ужских и бережских говоров Закарпатья: віруву «верю», вірувуть «верят», чита́вуть «читают», ма́вуть «имеют». В формах 3-го лица единственного и множественного числа нормативной в «венгерско-русинском» стандарте выбрана флексия восточного карпаторусинского типа с мягкой согласной -т’: роби́ть «делает», ро́блять «делают».
Формы глаголов «есть» и «иметь» в настоящем времени:
| лицо     | единственное число | единственное число | множественное число | множественное число |
| -------- | ------------------ | ------------------ | ------------------- | ------------------- |
| 1-е лицо | їм                 | мам                | їме́                 | ма́єме               |
| 2-е лицо | їш                 | маш                | їсте́                | ма́єте               |
| 3-е лицо | їсть               | ма́є                | їдя́ть               | ма́вуть              |

Формы глаголов прошедшего времени образуются прибавлением к основе инфинитива суффикса -л- и родовой или числовой флексии и сочетанием с формой вспомогательного глагола «быть» в настоящем времени: писа́в-єм «(я) писал», писа́в-єсь «(ты) писал», писа́в «(он) писал» / писа́ла «(она) писала» / писа́ло «(оно) писало», писа́ли-сьме «(мы) писали», писа́ли-сьте «(вы) писали», писа́ли «(они) писали».
В глагольных формах 3-го лица единственного числа мужского рода прошедшего времени выступает суффикс -в- (реализуется как губно-губной [ў]), присущий формам глаголов в восточных карпаторусинских говорах: чита́в «читал», роби́в «делал», мав «имел».
Формы простого будущего времени глаголов образуются синтетическим способом от глаголов совершенного вида (зро́блю «сделаю», зро́биш «сделаешь», зро́бить «сделает», зро́биме «сделаем» и т. д.), формы будущего составного времени образуются от глаголов несовершенного вида аналитическим способом при помощи личных форм глагола «быть» и инфинитива основного глагола (бу́ду роби́ти «буду делать», бу́деш роби́ти «будешь делать», бу́де роби́ти «будет делать», бу́деме роби́ти «будем делать» и т. д.).

## История изучения
Изучением русинских говоров Венгрии в разное время занимались Й. Штольц, П. Кирай, Э. Балецкий и другие исследователи. Изучение мучоньского говора отражено в работе Й. Штольца «Nárečie troch slovenských ostrovov v Maďarsku» (1949). Диалектные данные говора села Мучонь были собраны в числе прочих для изданного в 1993 году Атласа словацких диалектов в Венгрии. Вымершие во второй половине XX века переходные русинско-восточнословацкие говоры описываются в работе П. Кирая «О переходном восточнословацко-карпато-угорском диалекте в Венгрии» (1958). Изучением комлошковского говора занимался Э. Балецкий. В 1951—1954 годах он собрал диалектные записи этого говора, в 1956 году опубликовал статью «О языковой принадлежности и заселении села Комлошка в Венгрии», в 1958 году — статью «Венгерские заимствования в лемковском говоре села Комлошка в Венгрии» и в 1980 году — статью «Диалектные записи из Комлошки». Описание диалектной системы и социолингвистической ситуации комлошковского говора в 2004 году представил Г. Бенедек (в издании «Русиньскый язык» из серии «Najnowsze dzieje języków słowiańskich»). Он также является автором ряда статей о комлошковском говоре, в частности, статьи «Egy északkelet-magyarországi ruszin település: Komlóska etnikai és nyelvi dimenziói» (1996) и статьи «Язык и диалект» (2003). Изучением проблем современного русинского языка в Венгрии занимаются такие исследователи, как М. Капраль и М. Лявинец-Угрин.